# لوون غولیان
لوون غولیان (ارمنی: Լևոն Ղուլյան) سیاست‌مدار اهل ارمنستان بود که وزیر رفاه اولین جمهوری ارمنستان در بین سال‌های ۱۹۱۸ تا ۱۹۱۹ بود.